# Theodor Schulze (Pädagoge)

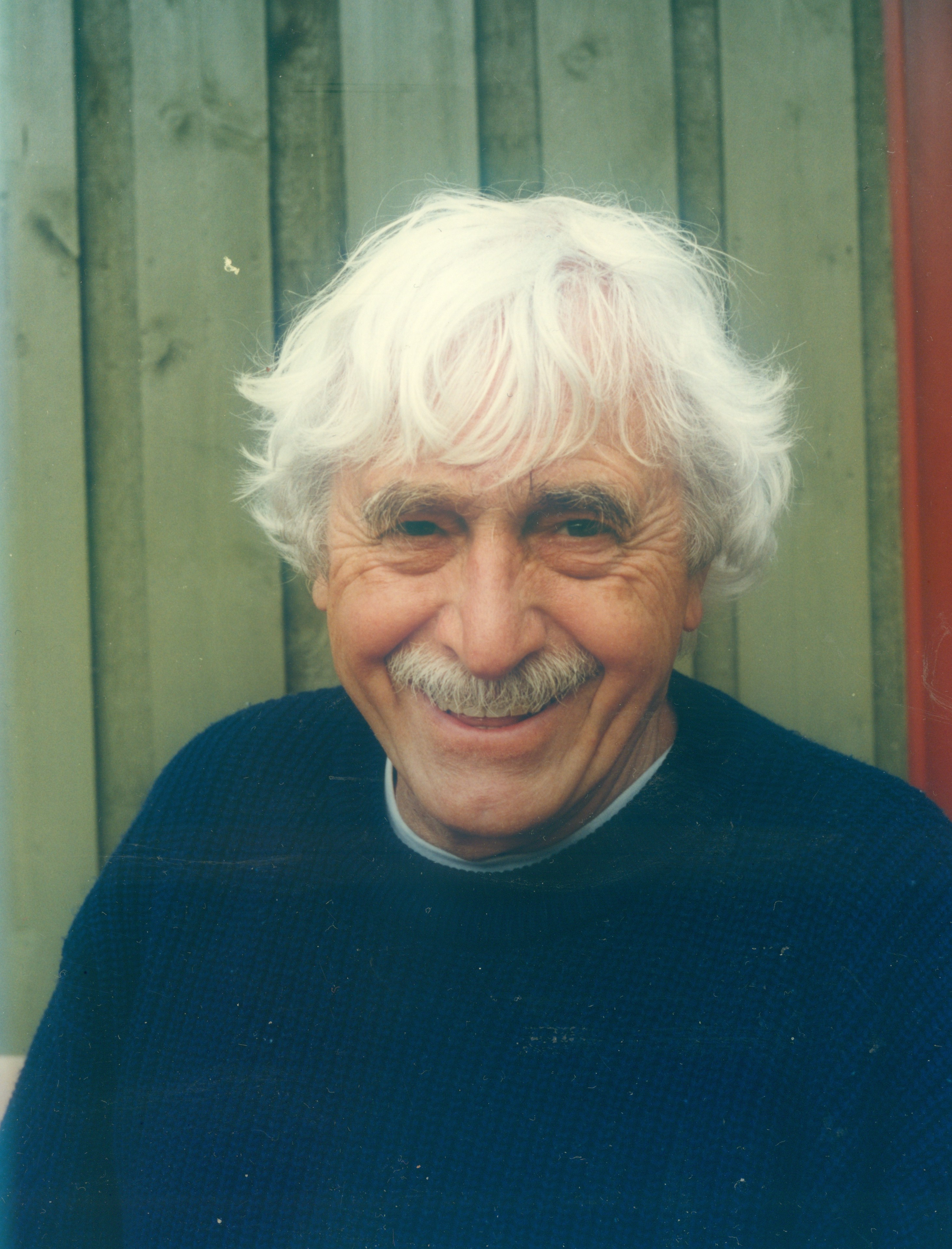
Theodor Schulze (1996), Foto von Hilbert Meyer

Theodor Schulze (* 21. Juli 1926 in Hannover; † 10. Juli 2025 in Detmold) war ein deutscher Schulpädagoge und Didaktiker aus Bielefeld. Er beschäftigte sich intensiv mit der Lerntheorie, wurde ab den 1980er Jahren zu einem Exponenten der Biographieforschung und prägte nach seiner Emeritierung im Jahre 1991 auch maßgeblich die auf Martin Wagenschein zurückgehende Lehrkunstdidaktik von Hans Christoph Berg, wo er später wieder auf seinen alten Studienkollegen Wolfgang Klafki traf. Wie Klafki zuvor im Jahr 2002 erhielt Schulze im Jahr 2006 den nur alle zwei Jahre vergebenen Ernst-Christian-Trapp-Preis.

## Leben
Theodor Schulze kam 1926 in Hannover zur Welt, wuchs jedoch vor allem in Magdeburg auf. Nach seinem Abitur studierte er Pädagogik mit den Nebenfächern Philosophie und Germanistik an den Universitäten Göttingen und Heidelberg. In Göttingen war damals die Zahl der Studierenden der Pädagogik mit 30 bis 40 recht klein, aber im Nachhinein sehr prominent besetzt. Zu Schulzes Kommilitonen gehörten allein bei Erich Weniger Leute wie Herwig Blankertz, Wolfgang Klafki, Wolfgang Kramp und Klaus Mollenhauer; weitere Kommilitonen waren Ilse Dahmer, Hans-Dietrich Raapke, Wolfgang Schulenberg und Hans-Martin Stimpel.

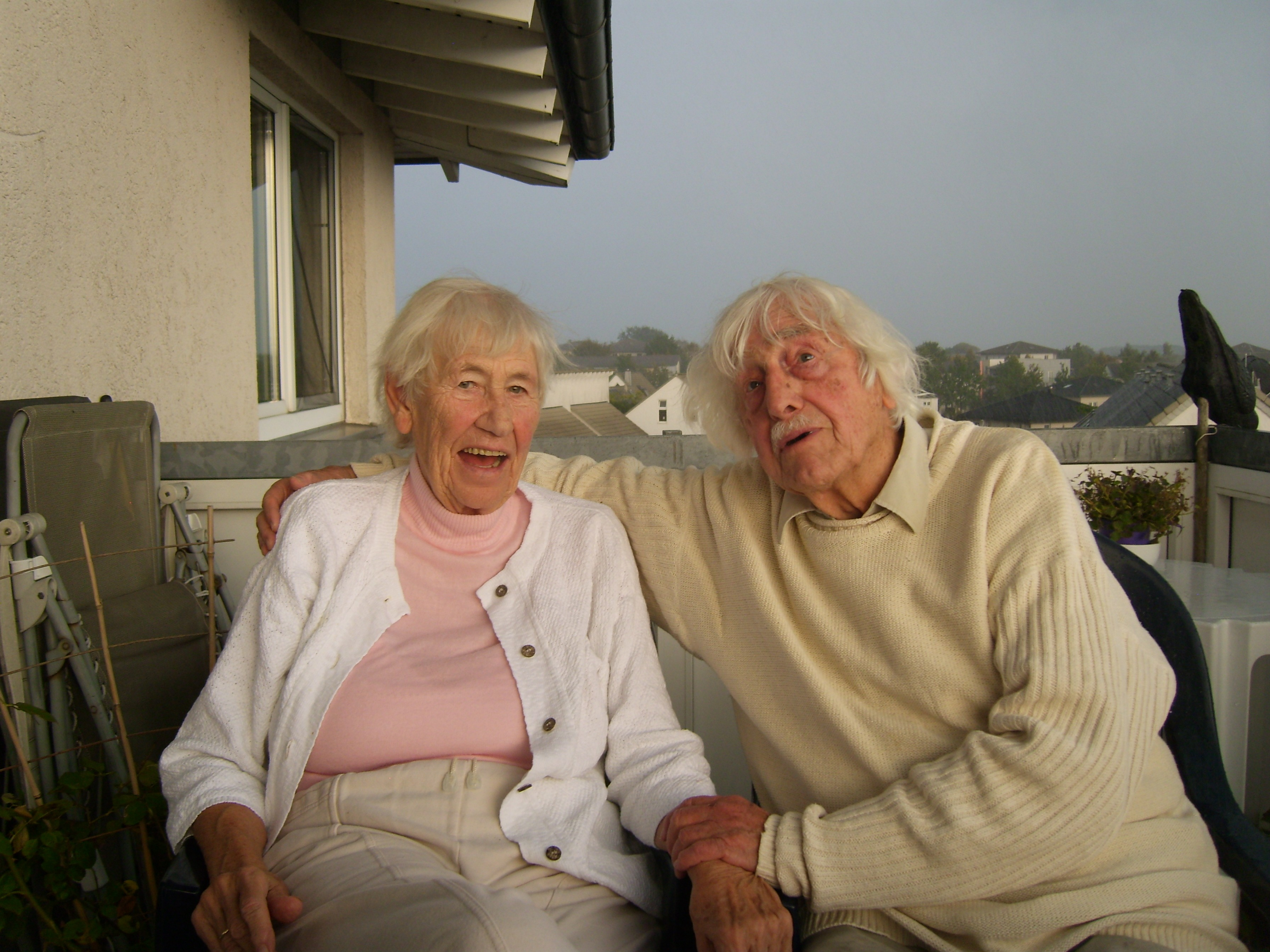
Dorothee und Theodor Schulze (2017)

Nachdem er Ende 1954 seine langjährige Freundin und Studienkollegin Dorothee (* 1929 als Dorothee Merkel) geheiratet hatte, promovierte Schulze schließlich 1955 bei Weniger mit der auf Friedrich Schleiermacher bezogenen Arbeit Die Dialektik in Schleiermachers Pädagogik, die gleichzeitig als Habilitation anerkannt wurde. Zwei Jahre später gab er, zusammen mit Weniger, den Band 1 der Pädagogischen Schriften Schleiermachers heraus.
Im Jahr 1960 trat Schulze eine Professur (H3) an der Pädagogischen Hochschule Flensburg an, 1970 folgte ein regulärer Lehrstuhl (C4) an der Universität Bielefeld für Didaktik der Sekundarstufe. Neben der Lerntheorie wurde ab den 1980ern die Biographieforschung eines seiner Forschungsgebiete.
Nach seiner Emeritierung im Jahr 1991 war Theodor Schulze eine treibende Kraft in der Entwicklung der Lehrkunst, innerhalb derer Schulze neben Hans Christoph Berg zum zweiten wichtigen Pol und Hauptentwickler wurde; später sollte als dritter großer Kopf Schulzes früherer Studienkollege Wolfgang Klafki, inzwischen einer der wichtigsten und meistzitierten Pädagogen im deutschsprachigen Raum, hinzukommen. 
Im Jahr 2006 bekam Schulze, wie zuvor Mollenhauer 2000 und Klafki 2002, den Ernst-Christian-Trapp-Preis verliehen. Die Laudatorin Margret Kraul hob dabei besonders Schulzes „künstlerischen“ Zugang zur Didaktik hervor. Zu diesem Zeitpunkt hatte sich indes Schulze bereits wieder einem neuen Thema, der Theorie der Evolution, zugewandt.
Theodor Schulze verstarb wenige Tage vor Vollendung seines 99. Lebensjahres.

## Schriften
- Theodor Schulze: Die Dialektik in Schleiermachers Pädagogik. Diss., Göttingen 1955; DNB 480583293
- Erich Weniger, Theodor Schulze (Hrsg.): Friedrich Schleiermacher: Pädagogische Schriften, Bd. 1: Die Vorlesungen aus dem Jahre 1826. Küpper, Düsseldorf/München; DNB 454367791
- Kurt Meissner, Walter Mertineit, Theodor Schulze: Erwachsenenbildung heute. Amt für Staatsbürgerliche Bildung in Schleswig-Holstein, Kiel 1970; DNB 457565446
- Peter Jensen, Theodor Schulze, Helga Windt: Hinweise zur Sexualerziehung. Hirt, Kiel 1976; ISBN  	978-3-554-70079-4
- Theodor Schulze, Michael Schräder: Texteingaben für Studenten in einer praxisbezogenen Veranstaltungssequenz ("Bausteine") : Curriculumelemente aus dem Modellversuch "Schulpraktische Studien" der Arbeitsgemeinschaft für Lehrerbildung (AGL). Uni Bielefeld 1978; DNB 961559799
- Theodor Schulze: Methoden und Medien der Erziehung. Juventa-Verlag, München 1978; ISBN 978-3-7799-0164-8
- Dieter Baacke, Theodor Schulze (Hrsg.):  Aus Geschichten lernen. Zur Einübung pädagagogischen Verstehens. Juventa-Verlag, München 1979; ISBN 978-3-7799-0544-8
- Theodor Schulze (Hrsg.): Didaktische Annäherungen: Vorschläge zur Analyse und Planung von Unterricht (aus der Bielefelder Arbeitsgemeinschaft für Lehrerbildung). Merkur-Verlag, Rinteln 1980; ISBN 978-3-8120-0376-6
- Theodor Schulze: Schule im Widerspruch : Erfahrungen, Theorien, Perspektiven. Kösel, München 1980; ISBN 978-3-466-35091-9
- Bernd Schäfer, Theodor Schulze (Hrsg.): Menschenrechte im Unterricht. Analysen und Texte zu einem Lehrerpreisausschreiben der Bundeszentrale für Politische Bildung. Bonn 1982; ISBN 978-3-921352-86-1
- Bijan Adl-Amini, Theodor Schulze, Ewald Terhart (Hrsg.): Unterrichtsmethode in Theorie und Forschung. Bilanz und Perspektiven. Beltz, Weinheim/Basel 1993; ISBN 978-3-407-34076-4
- Theodor Schulze, Monika Glaeser:  Gestalten in Kunst und Spiel. Soester Verlagskontor, Soest 1991; ISBN 3816521452
- Theodor Schulze: Jenseits der Befangenheit in: Zeitschrift für Pädagogik 41 (1995) 3, S. 399–407; (PDF; 810 kB)
- Hans Christoph Berg, Theodor Schulze (Hrsg.): Lehrkunst. Lehrbuch der Didaktik  (Lehrkunst und Schulvielfalt Band 2). Luchterhand, Neuwied 1995; ISBN 3-472-01520-9
- Hans Christoph Berg, Theodor Schulze (Hrsg.): Lehrkunstwerkstatt I, Didaktik in Unterrichtsexempeln, mit einer Einführung von Wolfgang Klafki. Luchterhand, Neuwied 1997;  ISBN 978-3-472-03010-2
- Hans Christoph Berg, Theodor Schulze (Hrsg.): Lehrkunstwerkstatt II: Berner Lehrstücke im Didaktikdiskurs. Luchterhand, Neuwied 1998;  ISBN 978-3-472-03621-0
- Hans Christoph Berg, Theodor Schulze: Lehrkunst. Ein Plädoyer für eine konkrete Inhaltsdidaktik.
In: Neue Wege in der Didaktik? Analysen und Konzepte zur Entwicklung des Lehrens und Lernens, hrsg. von Heinz Günter Holtappels und Marianne Horstkemper. 5. Beiheft 1999 aus Die Deutsche Schule; Juventa, Weinheim 1999; ISBN 3-7799-0934-0; S. 102–122.
- Hans Christoph Berg, Wolfgang Klafki, Theodor Schulze (Hrsg.), Heinrich Schirmer: Lehrkunstwerkstatt III: Unsere italienische Reise. Unterrichtsinszenierung von Goethes klassischem Lehrstück. Luchterhand, Neuwied/Kriftel 2000; ISBN 978-3-472-03989-1
- Theodor Schulze: Die außerordentliche Tatsache des Lernens: Jörg Schlee zum 60. Geburtstag. Bis, Oldenburg 2001; ISBN 978-3-8142-1132-9
- Hans Christoph Berg, Wolfgang Klafki, Theodor Schulze (Hrsg.), Walter Dörfler et al.: Lehrkunstwerkstatt IV. Unterrichtsvariationen: Menschenhaus – Gotteshaus. Luchterhand, Neuwied/Kriftel 2001; ISBN 978-3-472-04728-5
- Theodor Schulze: Allgemeine Erziehungswissenschaft und erziehungswissenschaftliche Biographieforschung in: Lothar Wigger (Hrsg.): Forschungsfelder der Allgemeinen Erziehungswissenschaft. Leske und Budrich Opladen 2002, S. 129–146 (Zeitschrift für Erziehungswissenschaft / Beiheft; 1); (PDF; 1,6 MB)
- Hans Christoph Berg, Wolfgang Klafki, Theodor Schulze (Hrsg.), Dirk Rohde: Lehrkunstwerkstatt V: Was heißt "lebendiger" Unterricht? Faradays Kerze und Goethes Pflanzenmetamorphose in einer Freien Waldorfschule Tectum, Marburg 2003; ISBN 978-3-8288-8508-0
- Margret Kraul: Laudatio auf den Ernst-Christian-Trapp-Preisträger 2006 Theodor Schulze in: Erziehungswissenschaft, 17. Jahrgang, Heft 33 (2006) (PDF; 33 MB), S. 95–99; Deutsche Gesellschaft für Erziehungswissenschaft
- Holger Schulze, Theodor Schulze: Paula Begreift. Lernen durch Anfassen. Amicus, Föritz 2008; ISBN 978-3-939465-47-8
- Theodor Schulze: Thesen zur deutschen Reformpädagogik in: Zeitschrift für Pädagogik 57 (2011) 5, S. 760–779 (PDF; 380 kB)

## Zeichnerische Tätigkeiten
Neben seiner wissenschaftlichen Autorentätigkeit illustrierte Schulze viele seiner Bücher und Artikel; insbesondere in der Lehrkunstdidaktik erschuf er eine große Zahl an Titelbildern, Denkbildern und „thematischen Landkarten“.
Mindestens seit den 1960er Jahren erstellte er überdies eine große Zahl an Selbstbildnissen und Zeichnungen anderer Pädagogen – vom realistischen Abbild bis zur Karikatur –, von denen nachfolgend einige exemplarisch aufgeführt sind:

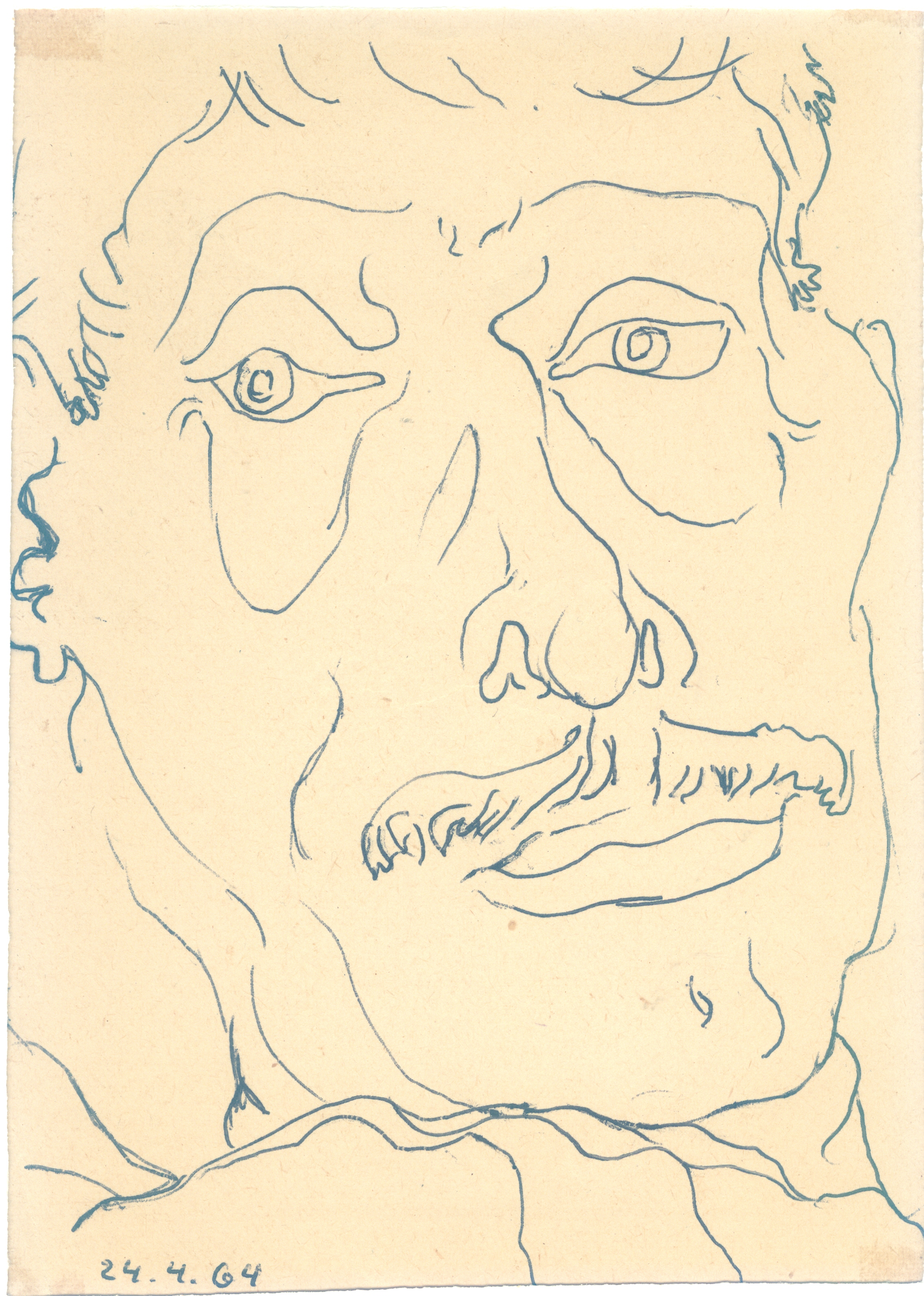
1964
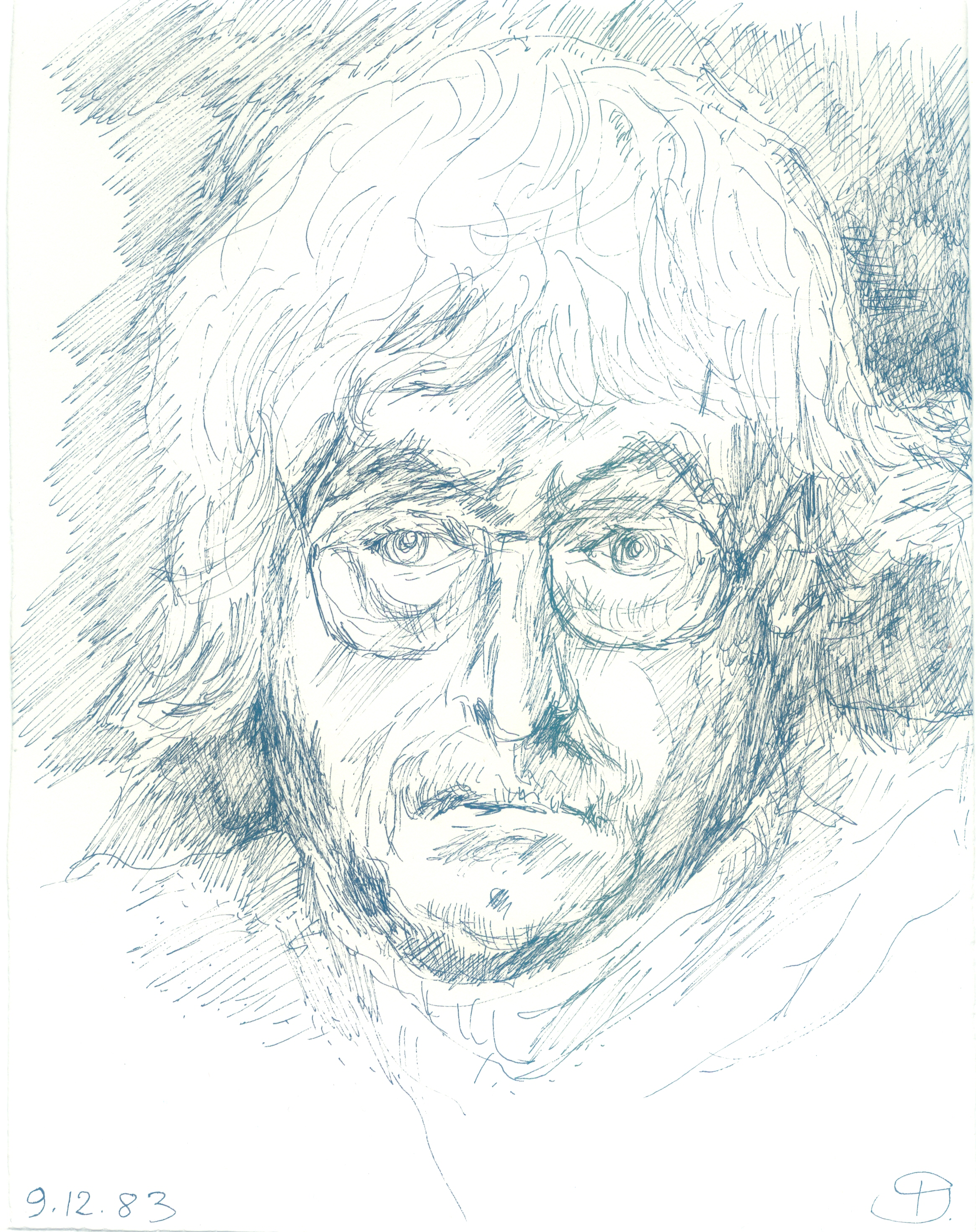
1983
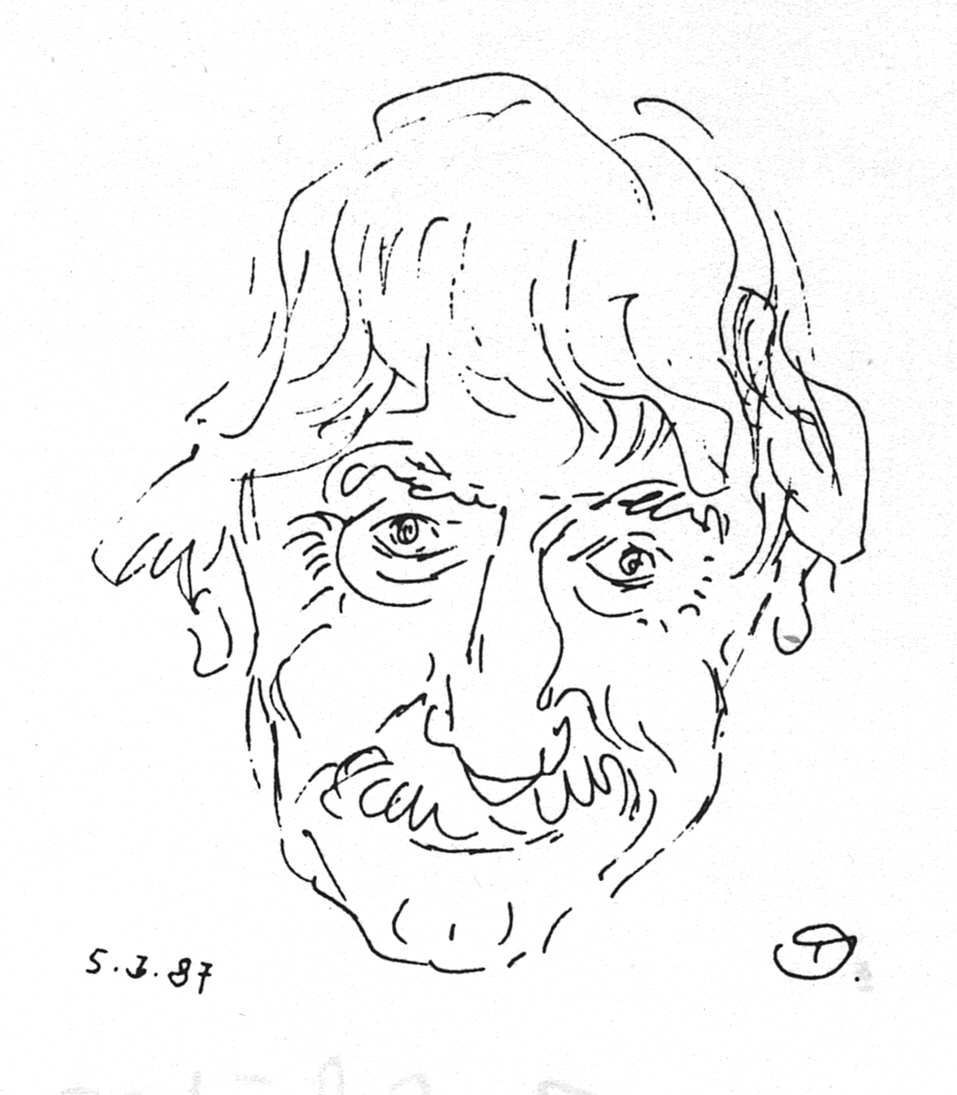
1987
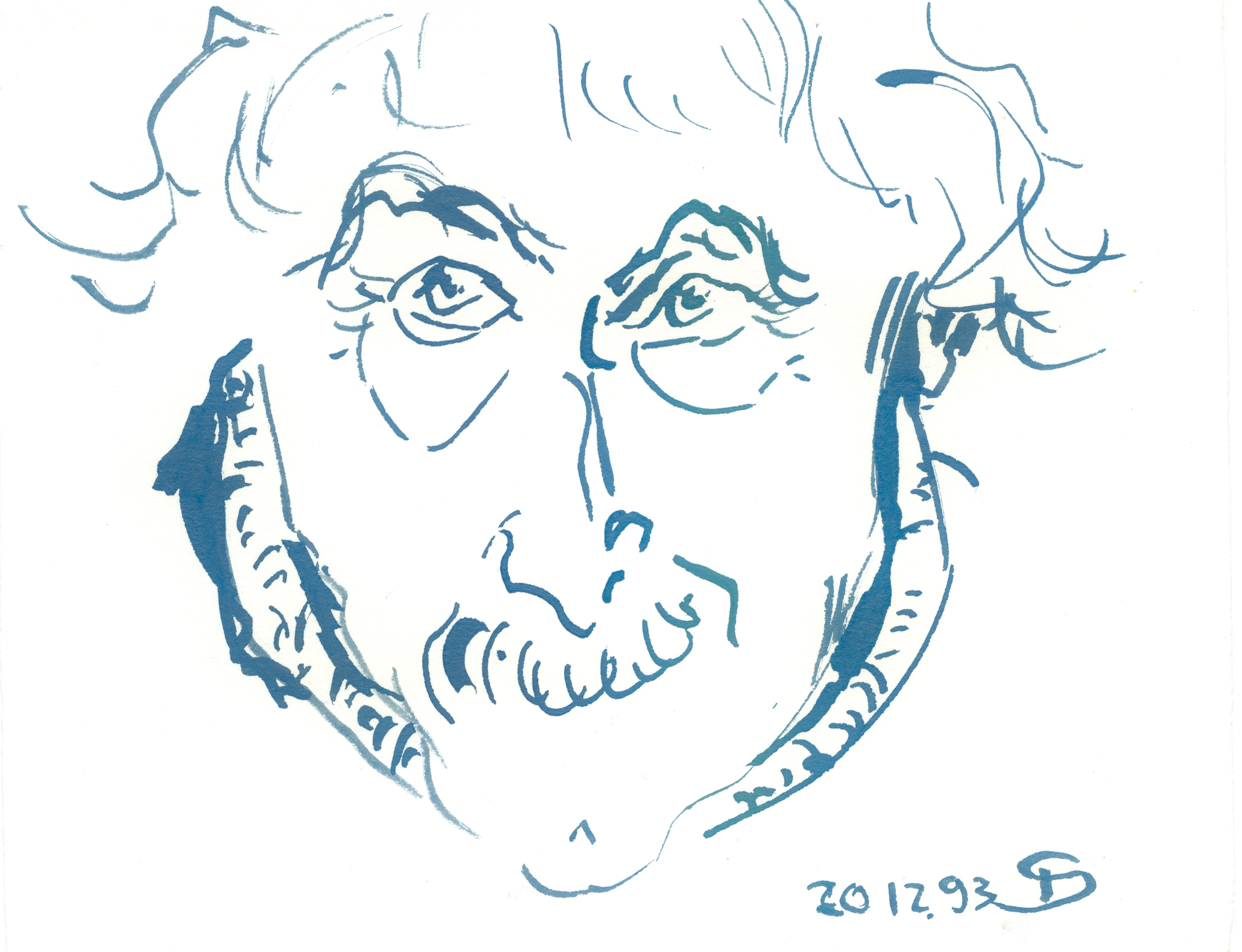
1993
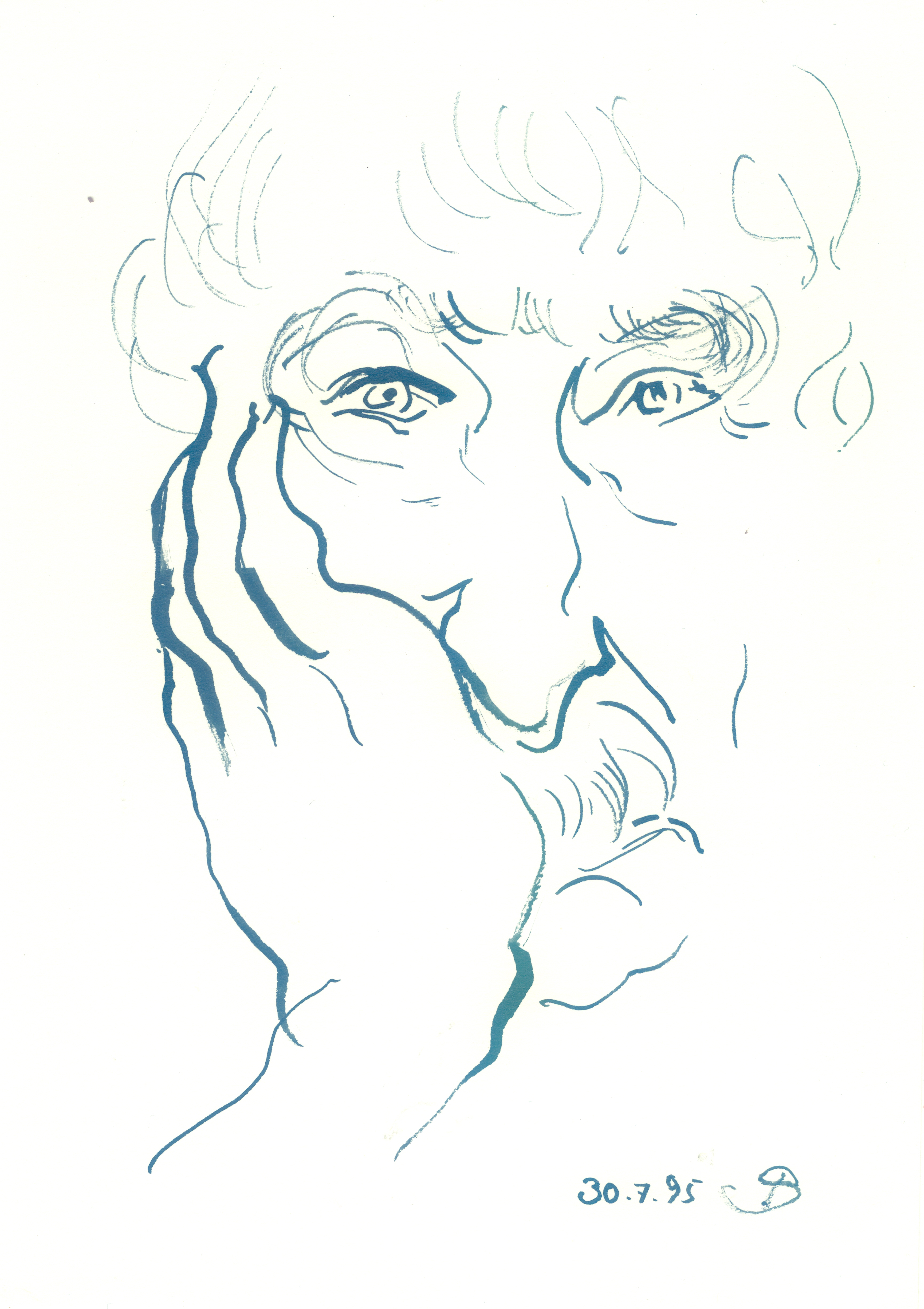
1995
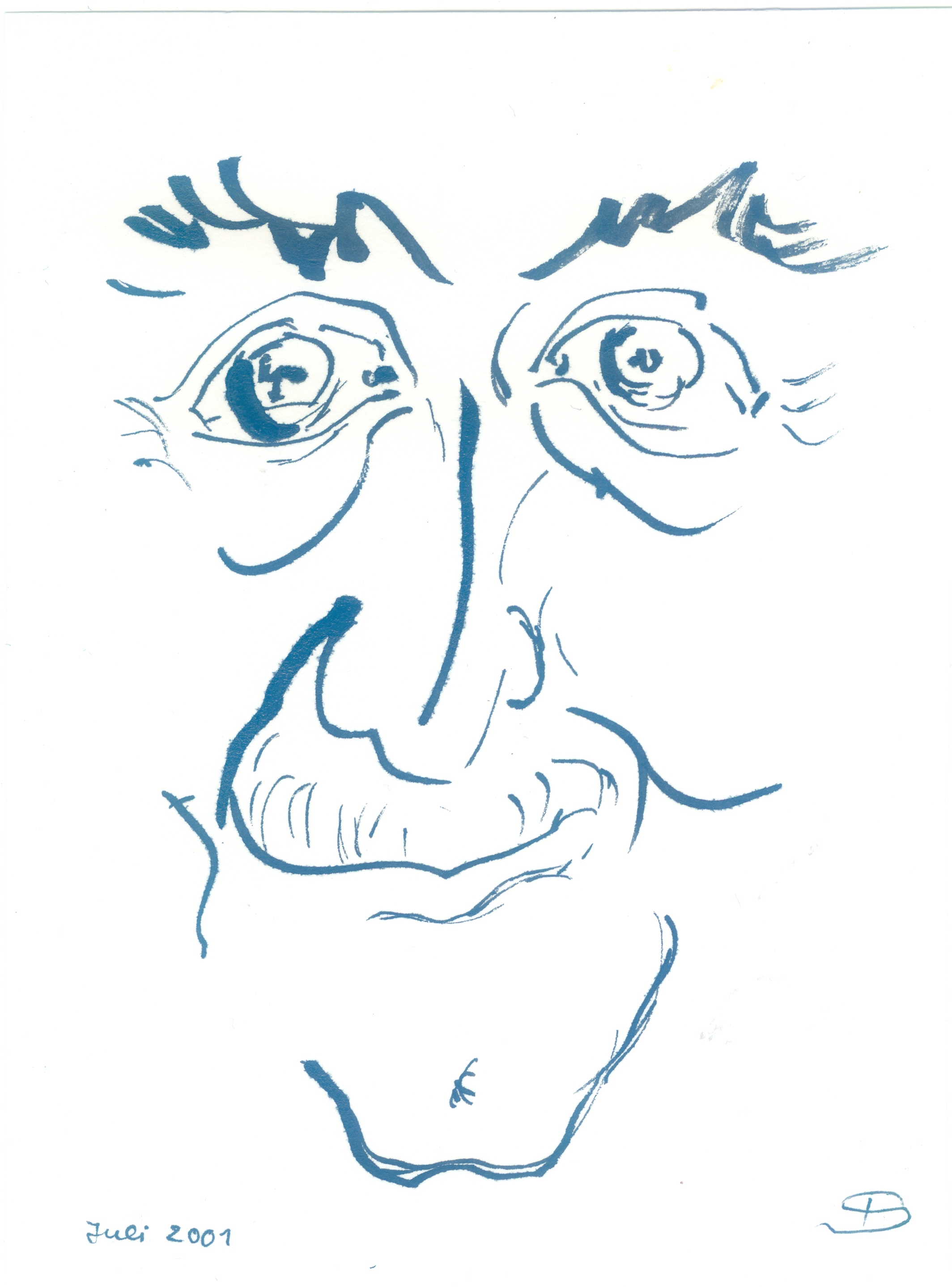
2001
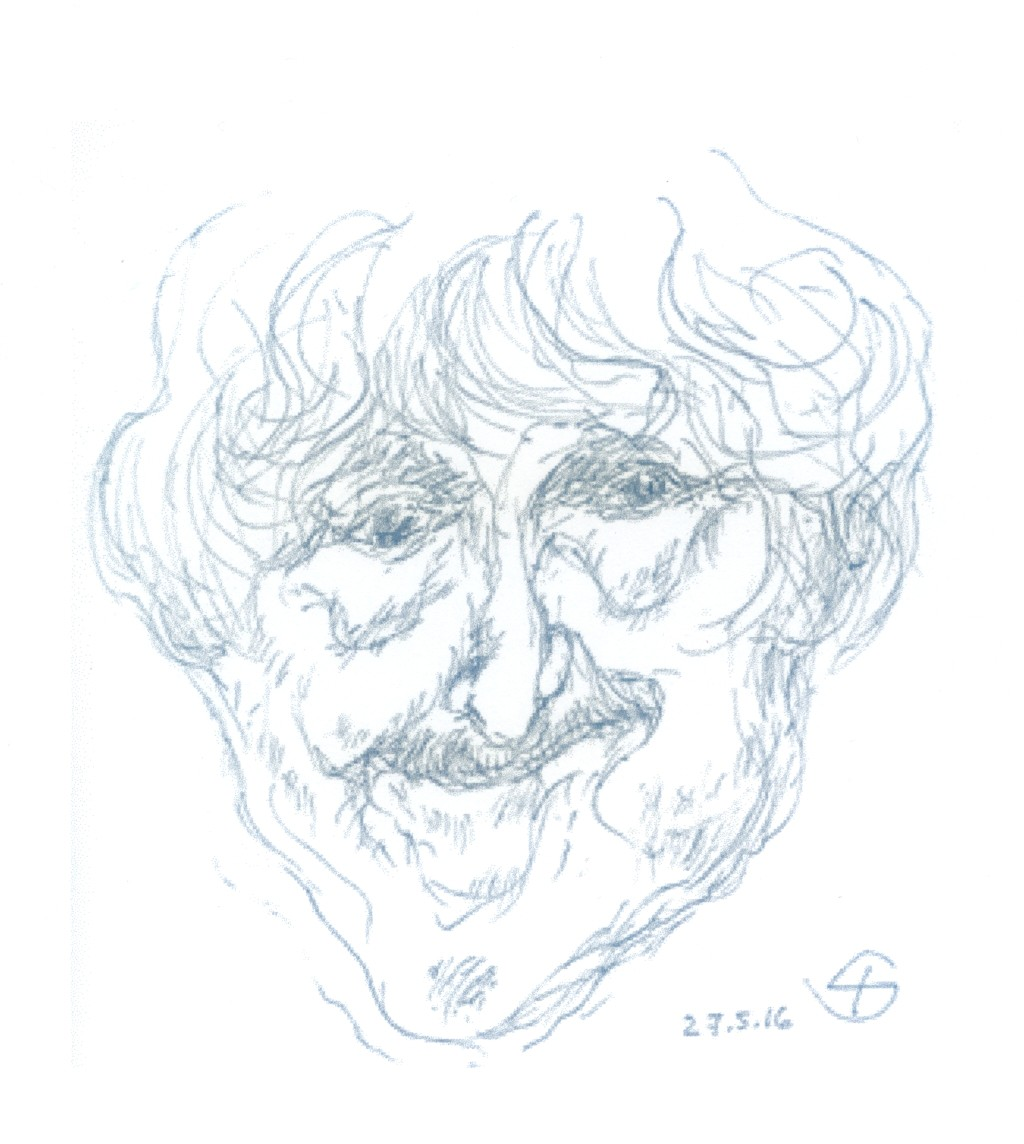
2016